# Vandellia macrobotrys
Vandellia macrobotrys är en tvåhjärtbladig växtart som först beskrevs av Pu Chiu Tsoong, och fick sitt nu gällande namn av Fischer, Schäferhoff och Müller. Vandellia macrobotrys ingår i släktet Vandellia och familjen Linderniaceae. Inga underarter finns listade i Catalogue of Life.